# Космический центр имени Линдона Джонсона

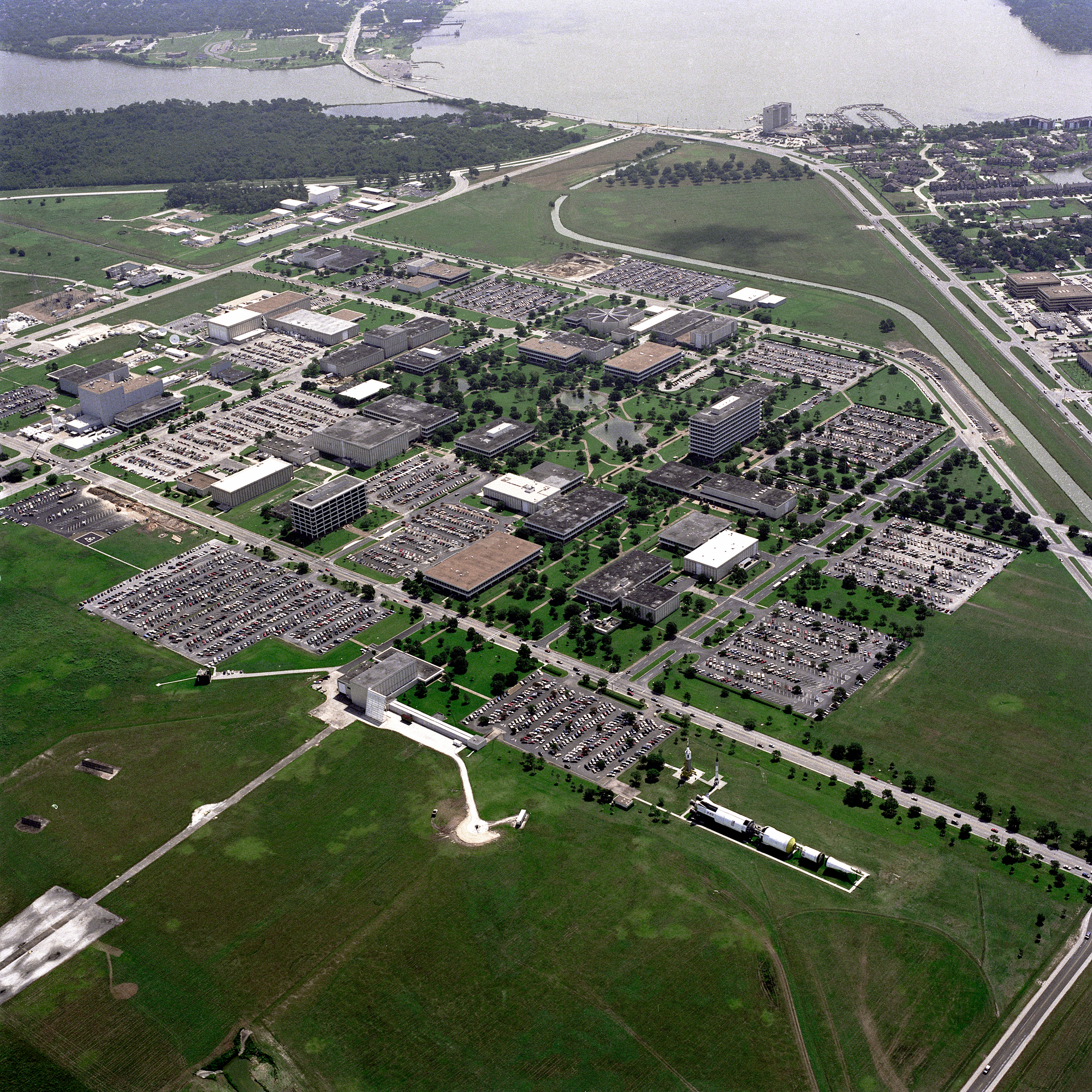
Вид на центр в августе 1989 года

Космический центр имени Линдона Джонсона (англ. The Lyndon B. Johnson Space Center, JSC) — центр НАСА по разработке пилотируемых космических кораблей, обучению астронавтов и подготовке пилотируемых космических полётов, центр управления космическими полётами.
Центр представляет собой комплекс из 100 зданий на территории площадью 656 гектаров к юго-востоку от Хьюстона. В центре проходят подготовку как астронавты США, так и астронавты стран-партнёров. Первоначально центр назывался «Центр пилотируемых космических полётов» (англ. Manned Spacecraft Center) и был построен в 1963 году на земле, переданной компаниями Humble Oil и Refining Company Университету Райса при условии, что тот выступит в роли временного посредника и предложит эти земли NASA, что университет и сделал в 1960 году.
19 февраля 1973 года центр был переименован в честь экс-президента США, уроженца Техаса Линдона Джонсона.